# حمله بهاری ایتالیا
حمله بهاری ایتالیا (Operazione Primavera) تهاجمی در جنگ یونان و ایتالیا بود که از ۹ تا ۱۶ مارس ۱۹۴۱ به طول انجامید. این حمله آخرین تلاش ایتالیای فاشیستی (۱۹۲۲ تا ۱۹۴۳) در جنگ برای شکست دادن نیروهای مسلح یونان پادشاهی یونان بود که قبلاً در عمق خاک آلبانی پیشروی کرده بودند. آغاز حمله تحت نظارت دیکتاتور ایتالیایی بنیتو موسولینی بود اما یک هفته بعد با شکست کامل پایان یافت.